# 葉形表孔珊瑚
葉形表孔珊瑚（学名：Montipora foliosa）为軸孔珊瑚科表孔珊瑚屬下的一个种。